# Bent Stiansen

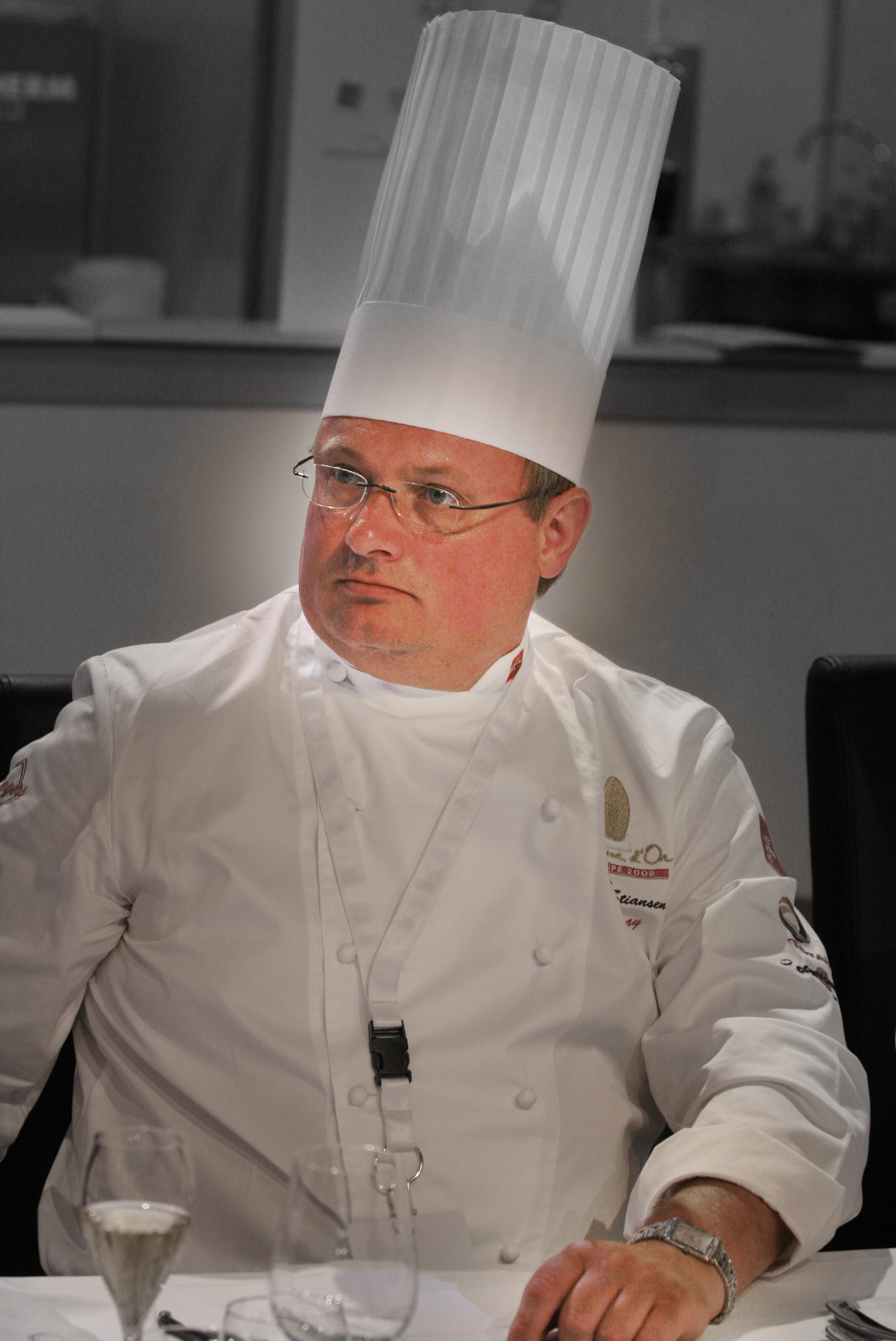
Bent Stiansen (2008)

Bent Stiansen (* 18. Juni 1963 in Arendal) ist ein norwegischer Koch, der 1993 der erste skandinavische Goldgewinner beim Bocuse d’Or wurde.

## Leben
1994 eröffnete Stiansen mit seiner dänischen Frau Anette das Statholdergaarden in Oslo, das sie bis zu ihrem Tod im Jahr 2010 gemeinsam führten. Seit 1998 ist er mit einem Michelin-Stern ausgezeichnet.

## Publikationen
- 2004: Stiansen til hverdags
- 2006: Stiansens kulinariske koffert
- 2006: Stiansens desserter
- 2006: Stiansens fisk og skalldyr
- 2006: Stiansens kjøtt og fjærkre
- 2006: Stiansens småretter
- 2008: Stiansen inviterer til fest
- 2012: Alene hjemme